# Franz von Armansperg
Franz Graf von Armansperg, eigentlich Franz Seraphin Felix Karl Johann Robert Aloys Reichsgraf von Armansperg, (* 7. Juni 1762 in Burghausen; † 8. Februar 1839 in Regensburg) war ein bayerischer Aufklärer, Kirchenkritiker, Jurist und Politiker.

## Leben

### Erziehung und Kirchenkritik
Geboren in Burghausen an der Salzach als zweiter Sohn des Franz Xaver Iganz Joseph von Armansperg und dessen Frau Maria Anna Elisabeth, geb. Sainte-Marie Eglise auf Grumenab und Perslein, wurde Armansperg zunächst im dortigen Jesuiten-Kolleg erzogen, wo später Zisterzienser-Mönche unterrichteten (heute Kurfürst-Maximilian-Gymnasium). Dort soll der sehr intelligente und sportliche Zögling aus dem bayerischen Uradel gelernt haben, die Jesuiten so sehr zu hassen, dass er noch im hohen Alter Material gegen den 1773 aufgelösten Orden sammelte. Fest steht, dass Armansperg zeit seiner Karriere mit teilweise rabiaten Mitteln gegen die Kirche vorging und sich vor und während der Säkularisation mit scharfen Maßnahmen gegen Klöster hervortat. So verbot er den Kapuzinern im Kloster St. Anna in Altötting, Pilger zu empfangen, die Glocken zu läuten, das Predigen und das Anzünden eines Osterfeuers. Armansperg soll des Öfteren angetrunken und unangemeldet zu „Kontrollbesuchen“ im Refektorium der Kapuziner erschienen sein und dort randaliert haben. Ähnlich forsch ging er gegen die Kapuziner in Burghausen vor. Deren örtliches Kloster wurde formell aufgehoben, die anwesenden Mönche durften weder Geschenke annehmen, noch außerhalb ihrer eigenen Kirche Gottesdienste abhalten und den Ort ihrer Übernachtung frei wählen. Sie waren somit einer „strengen Polizei-Aufsicht“ unterstellt und Armansperg ihr „hochpolizeilicher Überwacher“.
Nach der Aufhebung der Klöster durch Kurfürst Maximilian IV. Joseph am 25. Januar 1802 sorgte Armansperg ab dem 18. März 1803 für die Abwicklung des Zisterzienser-Klosters Raitenhaslach, ließ das gesamte Inventar versteigern und unverkäufliche Gebäude abreißen. Im Herbst 1804 eröffnete in Teilen der ehemaligen Klosteranlage eine Schule mit „geräumigen, schönen und lichten“ Klassenzimmern und einer für damalige Verhältnisse modernen Ausstattung, die Armansperg bei einem Festakt persönlich eröffnete.
Die damals erst fünfzig Jahre alte, im Rokoko-Stil erbaute Wallfahrtskirche Marienberg bezeichnete der Landrichter 1806 als „baufällige Feldkapelle“, ließ Teile der Inneneinrichtung versteigern bzw. auslagern und drängte auf den Abriss des Gebäudes. Proteste der örtlichen Bevölkerung versuchte er zu unterdrücken und belegte zwölf Männer mit Geldstrafen. Der auf der Rückreise von Salzburg am 6. Juni 1812 vorbeikommende Kronprinz Ludwig war über Armanspergs Verhalten jedoch äußerst ungehalten und verfügte sehr energisch den Erhalt der Kirche, die am 15. Januar 1815 wieder in Betrieb genommen wurde. Diese Ereignisse waren mehrfach Gegenstand von örtlichen Laientheateraufführungen („Kampf um Marienberg“).

### Mitglied der Illuminaten
Als kämpferischer Aufklärer wurde Armansperg in jungen Jahren unter dem Ordensnamen „Bruder Maxentius“ Mitglied der Geheimgesellschaft der Illuminaten und gehörte zu den erbitterten Kritikern seines eigenen Adelsstandes, der aus seiner Sicht viel zu häufig in veralteten Konventionen befangen war. Das Verbot der Illuminaten 1784/85 scheint ihm, anders als vielen Offizieren und Beamten, nicht weiter geschadet zu haben. Er wurde weder des Landes verwiesen, noch entlassen, „welches nur wenigen widerfuhr, und was sonach für seine Unbefangenheit in dieser intrikaten Sache spricht“. Armanspergs politische Ansichten erscheinen vor dem Hintergrund der Französischen Revolution als ausgesprochen liberal und scharf antireaktionär. So engagierte er sich für die aus ihrem Heimatland vertriebenen Polen, sah sich als Wegbereiter der Pressefreiheit und einer verfassungsmäßigen Regierung nach dem Vorbild Frankreichs.

### Karriere im öffentlichen Dienst
Bereits 1782 im Alter von gerade mal zwanzig Jahren begann Armanspergs Laufbahn im öffentlichen Dienst. Er wurde damals Hofkastner in Burghausen und war damit zuständig für die Naturalabgaben und sonstigen Einkünfte des Grundherrn. Gleichzeitig wurde er zum Landhauptmann und Landrichter in Julbach ernannt, einer niederbayerischen Gemeinde in der Nähe von Braunau am Inn. In dessen unmittelbarer Umgebung hatte Armansperg das Gut Grünau bei Mauerkirchen geerbt. Am 1. Januar 1783 machte ihn der bayerische Kurfürst Karl Theodor, der bei seinen Untertanen wegen seiner pfälzischen Herkunft sehr unbeliebt war, zu seinem Kämmerer. Am 7. Juli 1790 wurde die Familie Armansperg vom Freiherren- in den Grafenstand erhoben. Ab 1803 war Armansperg in seiner Heimatstadt Burghausen als Landrichter tätig, wo er in der Zeit der Koalitionskriege zwischen Frankreich unter der Herrschaft Napoleon Bonapartes und Österreich häufig mit der Beschlagnahme von Proviant und ähnlich undankbaren Aufgaben betraut war.
Da Bayern sich auf die Seite der Franzosen geschlagen hatte, sah sich Armansperg nach dem Einmarsch der Österreicher im April 1809 persönlich bedroht. Bei einem Besuch im regionalen Hauptquartier der österreichischen Armee in Marktl am Inn, wo der Landrichter gegen den Einmarsch und die damit verbundenen Beschlagnahmungen protestierte, wurde er festgenommen und in Linz, Wien, Budapest und Peterwardein gefangen gehalten. Angeblich ging Armansperg das Gerücht voraus, er habe ein Attentat auf den österreichischen Erzherzog Karl geplant und „Spione“ beherbergt. Wie alle festgesetzten bayerischen Staatsbeamten wurde der Graf zur Geisel erklärt und sollte sich einen Wohnsitz in Böhmen oder Mähren suchen. Nach Stationen in Budapest, Brünn, Mladá Boleslav (Jungbunzlau) und Chrudim durfte Armansperg im September 1809 wieder in seine Heimat zurückkehren. Seine Ehefrau soll sich bei Napoleon persönlich für ihn eingesetzt haben, als der Kaiser vom 28. bis 30. April 1809 in Burghausen weilte. Am 31. März 1811 wurde Armansperg im Bayerischen Regierungsblatt für sein patriotisches Verhalten ausdrücklich gelobt.
Zwar nahm er zunächst wieder seine Landrichter-Stelle an, da der Bezirk jedoch verkleinert wurde, bewarb er sich auf eine Stelle beim Berufungsgericht in Straubing, wo er am 1. Dezember 1812 seinen Dienst antrat. In der Gegend hatte er im Auftrag seines Bruders zeitweise die Familien-Güter Loham, Egg und Mariaposching verwaltet. 1822 beantragte er nach insgesamt vierzig Dienstjahren die Versetzung in den Ruhestand, nahm jedoch weiterhin gelegentlich an den Sitzungen des Gerichts teil und ergänzte den Senat, wenn ein anderer Richter kurzfristig ausfiel. 1825 setzte sich Armansperg in Regensburg zur Ruhe, wo er sich dem Studium der klassischen Literatur gewidmet haben soll. Außerdem war er ab 1831 im Vorstand des Historischen Vereins für den Regenkreis tätig. Ab Dezember 1838 ereilten ihn mehrere Schlaganfälle, an denen er schließlich nach dem Verlust der Sprache und Lähmungserscheinungen starb.

### Familie
Vergleichsweise spät, mit 35 Jahren, heiratete Armansperg 1797 Anna Maria Gräfin von Berchem von Piesing (17. März 1774 – 21. Juni 1843). Sohn Karl Ludwig (24. August 1798 – 15. November 1861) wurde Richter am Berufungsgericht in Neuburg an der Donau, die drei Töchter Therese, Annette und Liesette wurden mit 15 000 Gulden abgefunden.